# Herlander Ribeiro
Herlander Felga Ribeiro (* 30. Mai 1943 in Lissabon; † 22. August 2023 in Portugal) war ein portugiesischer Schwimmer, der an zwei Olympischen Spielen teilnahm.

## Leben
Herlander Ribeiro wurde in Lissabon geboren und nahm an den Olympischen Sommerspielen 1960 in Rom teil, vier Jahre später war er auch Teilnehmer an den Olympischen Sommerspielen 1964 in Tokio.
Er war vor allem als Schwimmsportler in der 100-Meter-Freistildisziplin sowie für die 4-mal-100-Meter-Staffel aktiv. Auch war er nationaler Rekordhalter in seiner Disziplin in den 1960er Jahren.
Herlander Felga Ribeiro starb am 22. August 2023 im Alter von 80 Jahren. Das teilte das Nationale Olympische Komitee von Portugal mit.